# The Family Way
Albums de Paul McCartney
McCartney
(1970)
Albums de musique classique de Paul McCartney
Thrillington
(1977)
The Family Way est la bande originale du film du même nom (1966) créditée à Paul McCartney, bassiste du groupe rock britannique The Beatles, et sortie en 1967.

## Genèse et enregistrement
Le projet de la musique pour ce film a été initié pendant une pause dans la carrière des Beatles, entre leurs albums Revolver et Sgt. Pepper's Lonely Hearts Club Band ; le groupe vient alors d'arrêter les tournées, John Lennon joue dans le film How I Won the War tourné en Espagne, George Harrison se trouve à Bombay pour assister aux enseignements du musicien indien Ravi Shankar et Ringo Starr passe du temps avec sa famille et se penche sur son entreprise de rénovations de bâtiments, Bricky Builder. De son côté, McCartney demande à Brian Epstein de passer le mot qu'il serait intéressé à composer la musique d'un film, sans toutefois vouloir s'occuper de l'orchestration. Les frères Roy et John Boulting prennent rapidement contact avec le musicien pour lui présenter le projet de l'adaptation cinématographique de la pièce de théâtre All in Good Time (en) de Bill Naughton.
En collaboration avec George Martin, le producteur des Beatles, McCartney amorce donc son premier projet solo, la composition des thèmes musicaux du film qui sera intitulé The Family Way. Une collaboration avec le parolier Johnny Mercer est évoquée mais McCartney écarte l'idée. Celui-ci embarque dans le projet en voyant cette aventure comme un prolongement intéressant à son travail de compositeur. Mais finalement, seules une ligne mélodique au piano d'environ 15 secondes, qui sera utilisée comme le motif musical du film, et une courte mélodie sentimentale à la guitare, qui deviendra Love in the Open Air, seront composées par le bassiste.
George Martin élaborera des variations sur ces thèmes et effectuera les orchestrations variées, par exemple avec des cordes ou des cuivres. McCartney tarde à composer le second motif musical. Martin se rend finalement au domicile de McCartney, et n'en repart qu'une fois le thème trouvé. Il reste peu de temps au producteur pour effectuer les arrangements : l'enregistrement n'est achevé que deux semaines avant la sortie du film. L'album qui en découle, d'une durée de 24 minutes et publié par Decca Records, comprend treize pistes sans titre. Bien que tous les arrangements soient le fruit du travail du producteur, c'est le nom de McCartney qui se retrouve sur la pochette et le Beatle reçoit le prix Ivor Novello pour le meilleur thème instrumental de 1967. Cet album est parfois considéré comme étant le premier album solo d'un membre des Beatles, mais vu la faible participation de McCartney à cette création, plusieurs critiques musicaux considèrent plutôt Wonderwall Music de George Harrison comme étant le premier, même s'il n'est sorti que sept mois plus tard en janvier 1968.

### Singles
Decca prévoit publier un 45 tours de la piste 6, intitulée pour l'occasion Love in the Open Air, couplée à A Theme from « The Family Way » en face B,. George Martin, croyant que la maison de disques n'avait acheté les droits que pour commercialiser le 33 tours, avait prévu de sortir lui-même un 45 tours de sa musique. EMI et Decca trouvent un accord à l'amiable. Decca repousse la date de sortie de son single pour permettre au producteur d'en faire sa propre version. Les deux 45 tours sortent le 23 décembre 1966 au Royaume-Uni ; celui de Decca crédité à The Tudor Minstrels, et l'autre à The Tudor Minstrels and the George Martin Orchestra sur le label United Artists associé à EMI. Comme le succès commercial n'est pas au rendez-vous, la United Artists demande à Martin de produire une version plus rythmée de la face A afin de la publier en Amérique du Nord. On place en face B sa composition, intitulée Bahama Sound, déjà publiée sur son album instrumental Help! (en) (mais omise de la version américaine), pour le single américain, sorti le 24 avril 1967. London Records (la filiale de Decca) ayant déjà publié le single à l'identique de sa version britannique le 16 décembre 1966, aucun n'atteint les palmarès.

### Rééditions
L'album a été longtemps hors circulation jusqu'à ce que, le 26 juillet 2011, le label Varèse Sarabande le réédite en CD en version remastérisée avec, en bonus, la version stéréo de Theme from The Family Way,. Une version augmentée de nouveaux enregistrements par les orchestres canadiens The Claudel String Quartet et le Quatuor La Flûte Enchantée a été publié en 2003.

## Liste des chansons
Toutes les chansons sont écrites et composées par Paul McCartney et George Martin, mais créditées à Paul McCartney.
 (* Identifications des pistes sur l'édition de 2011).
| No  | Titre                                                     | Durée |
| --- | --------------------------------------------------------- | ----- |
| 1.  | Variation No. 1 (Cue* 2M1 / 2M4)                          | 3:14  |
| 2.  | Variation No. 2 (5M1 / 11M3)                              | 2:01  |
| 3.  | Variation No. 3 (6M4 / 7M2)                               | 2:00  |
| 4.  | Variation No. 4 (6M2 / 1M2)                               | 2:59  |
| 5.  | Variation No. 5 (10M1 / 6M3 / 4M1 / 1M3 / 1M4)            | 2:25  |
| 6.  | Variation No. 6 (Love in the Open Air -7M3)               | 0:52  |
| 7.  | Variation No. 7 (2M5)                                     | 3:18  |
| 8.  | Variation No. 8 (1M1)                                     | 2:51  |
| 9.  | Variation No. 9 (7M1)                                     | 2:50  |
| 10. | Variation No. 10 (11M1 / 11M2 / 10M3 / 8M1)               | 2:00  |
| 11. | Variation No. 11 (12M1)                                   | 1:48  |
| 12. | Variation No. 12 (13M1)                                   | 2:30  |
| 13. | Variation No. 13 (13M2)                                   | 1:48  |
| 14. | (Theme from The Family Way - Bonus sur l'édition de 2011) |       |

## Personnel
- George Martin - chef d'orchestre, orchestration
- Neville Marriner - violon
- Raymond Keenlyside - violon
- John Underwood - alto
- Joy Hall - violoncelle

et plusieurs autres.